# Joe a méhek országában
A Joe a méhek országában (eredeti cím: Joë petit boum-boum) 1973-ban bemutatott francia rajzfilm, amely azonos című televíziós rajzfilmsorozata alapján készült. Az animációs játékfilm rendezője és producere Jean Image. A forgatókönyvet France Image és Jean Image írta, a zenéjét Michel Emer szerezte. A mozifilm a Films Jean Image gyártásában készült, a Mondial Films forgalmazásában jelent meg. Műfaja fantasy-kalandfilm. 
Franciaországban 1973. április 19-én mutatták be a mozikban, Magyarországon 1974. december 26-án az MTV1-en vetítették le a televízióban, hangalámondással 1989-ben adták ki VHS-en.

## Szereplők
| Szereplő                    | Eredeti hang       | Magyar hang (1974) | Magyar alámondás (1989) |
| --------------------------- | ------------------ | ------------------ | ----------------------- |
| Mesélő                      | Laurence Badie     | Gombos Kati        | Kovács Nóra             |
| Joe                         | Linette Lemercier  | Detre Annamária    | Kovács Nóra             |
| 145. Mézvirág (méhkirálynő) | Christiane Legrand | Békés Rita         | Czigány Judit           |
| Bzz                         | Roger Carel        | N/A                | Koroknay Géza           |
| Wou, a darázs               | N/A                | Basilides Zoltán   | Koroknay Géza           |

## Televíziós megjelenések
Magyar szinkronnal az alábbi televíziókban vetítették le:
- MTV-1